# 圣欧班迪帕瓦伊
圣欧班迪帕瓦伊（法語：Saint-Aubin-du-Pavail，法語發音：[sɛ̃.t‿obɛ̃ dy pavaj]）是法国伊勒-维莱讷省的一个旧市镇，属于雷恩区。2017年1月1日，圣欧班迪帕瓦伊与市镇奥塞、沙托日龙合并为新的沙托日龙。

## 地理
圣欧班迪帕瓦伊（48°2'37"N, 1°27'41"W）面积5.83 平方千米，位于法国布列塔尼大區伊勒-维莱讷省，该省份为法国西北部沿海省份，位于布列塔尼半岛东部，北濒大西洋，西接阿摩尔滨海省和莫尔比昂省，南至大西洋卢瓦尔省，西南端接曼恩-卢瓦尔省，东临马耶讷省，东北与芒什省接壤。
与圣欧班迪帕瓦伊接壤的市镇（或旧市镇、城区）包括：奥塞、阿芒利斯、沙托日龙、多马涅、塞什河畔皮雷。

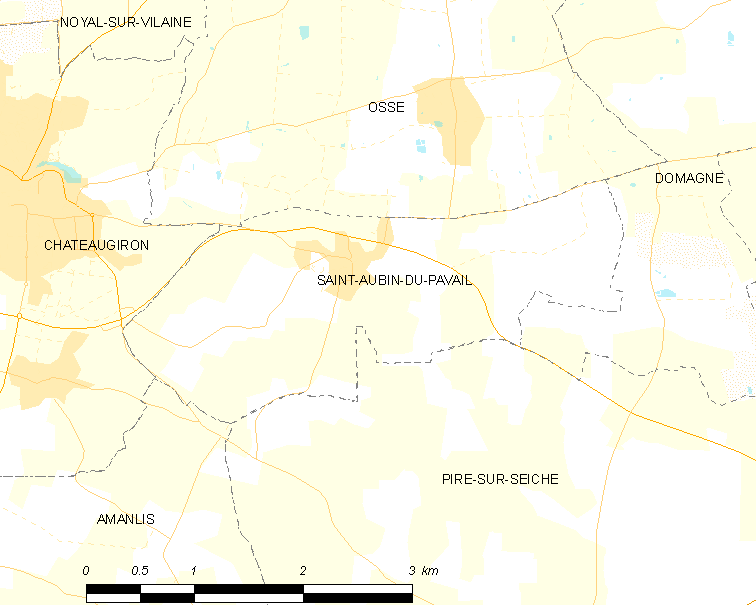
圣欧班迪帕瓦伊的OSM定位图

圣欧班迪帕瓦伊的时区为UTC+01:00、UTC+02:00（夏令时）。

## 行政
圣欧班迪帕瓦伊的邮政编码为35410，INSEE市镇编码为35254。

## 政治
圣欧班迪帕瓦伊所属的省级选区为沙托日龙县。

## 人口

1962-2008年间圣欧班迪帕瓦伊人口变化图示

圣欧班迪帕瓦伊于2018年1月1日时的人口数量为838人。